# Grenade
Grenade es una comuna francesa situada en el departamento de Alto Garona, en la región de Occitania.

## Demografía
| 3394 | 4108 | 4540 | 4784 | 5026 | 5767 | 8846 |
| Para los censos de 1962 a 1999 la población legal corresponde a la población sin duplicidades (Fuente: INSEE [Consultar]) |      |      |      |      |      |      |

## Historia
Fue fundada en 1290 por iniciativa de los monjes cistercienses de la abadía de Grandselve.

## Lugares de interés y monumentos
La ciudad es una bastida, construida en planta en damero. Las calles, con una anchura de 8 metros, se extendían alrededor de una plaza central donde se ubicaba la Halle, que era el centro comercial de la ciudad y la sede del poder municipal.
- La Halle de Grenade (declarado monumento histórico) está en el centro del pueblo. Su construcción se remonta al siglo XIII. El edificio tiene dos plantas: una de ellas se utilizaba para el alojamiento del preboste y de la guardia, y la otra para el ayuntamiento. El salón servía de lugar de reunión de los cónsules, que administraban los bienes de la ciudad para los señores. El edificio aglutinaba, entonces, el poder y la administración de Grenade, a la vez que acogía el comercio, lo que facilitaba la recaudación de los impuestos y su control.[3]

- La iglesia de Notre Dame, cuyos trabajos de construcción comienzan con la fundación de la ciudad, para acabar en 1376, es de estilo gótico construida con ladrillos. Su campanario es de forma octogonal.[3]

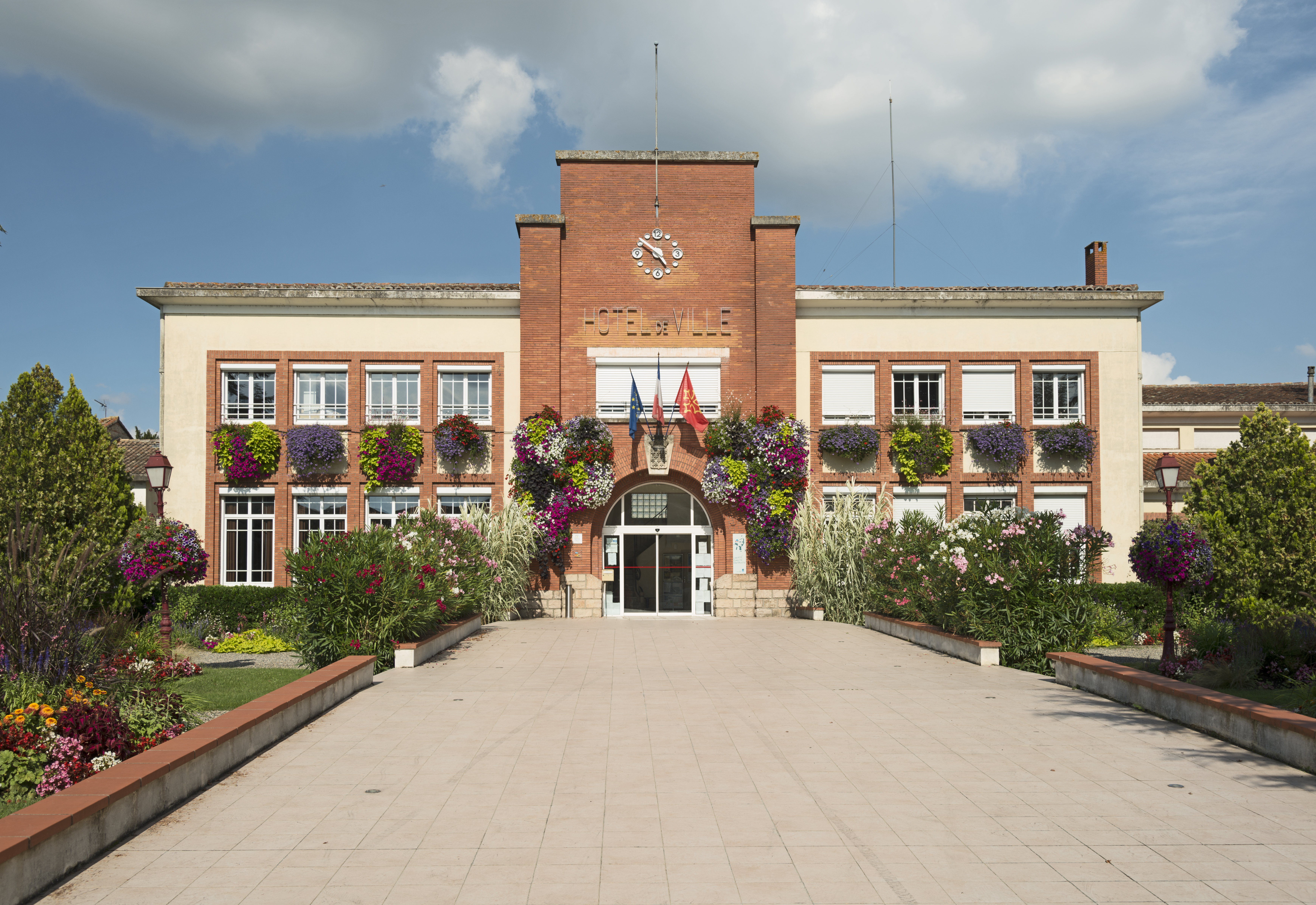
Edificio del Ayuntamiento
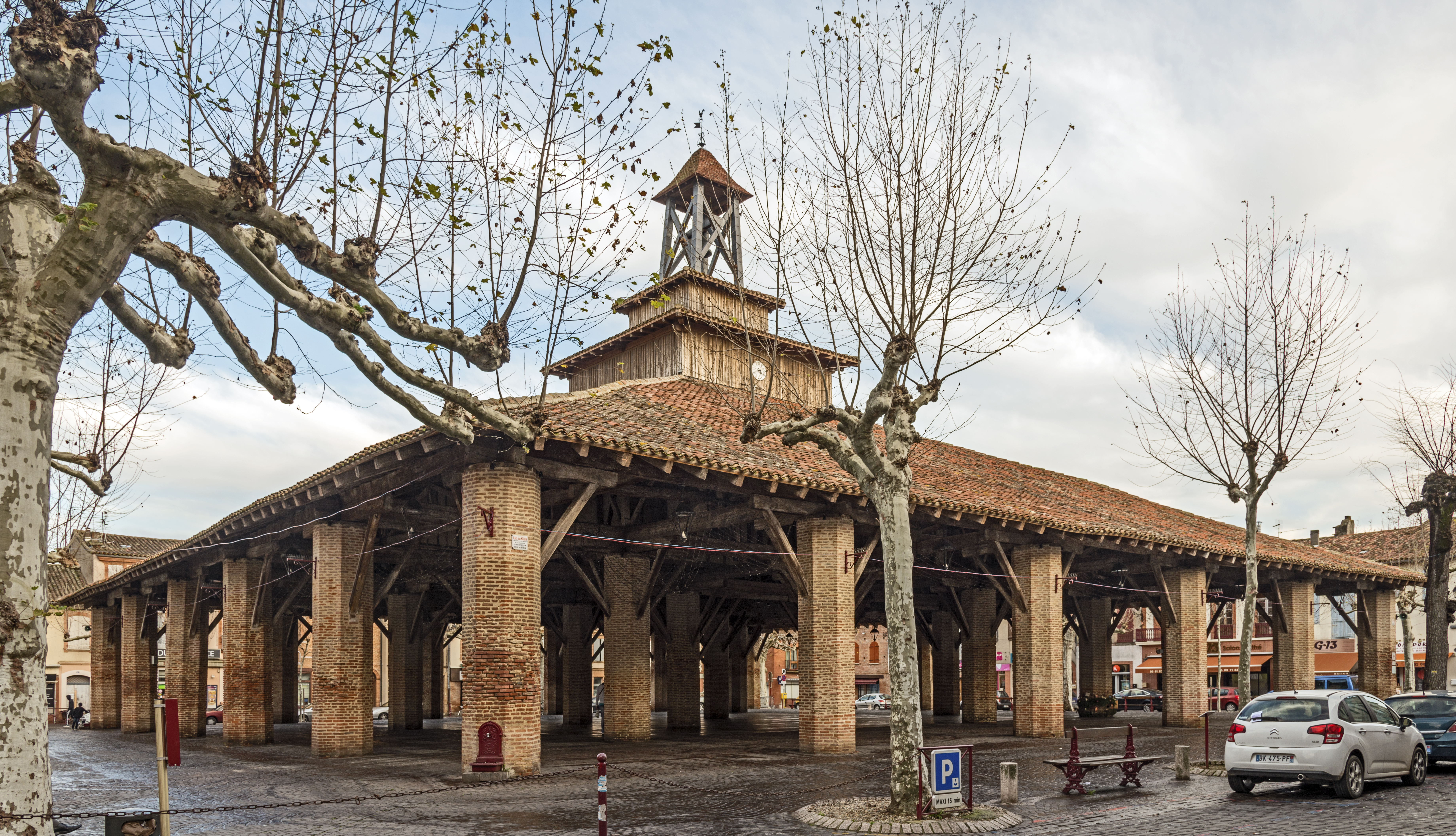
Halle de Grenade
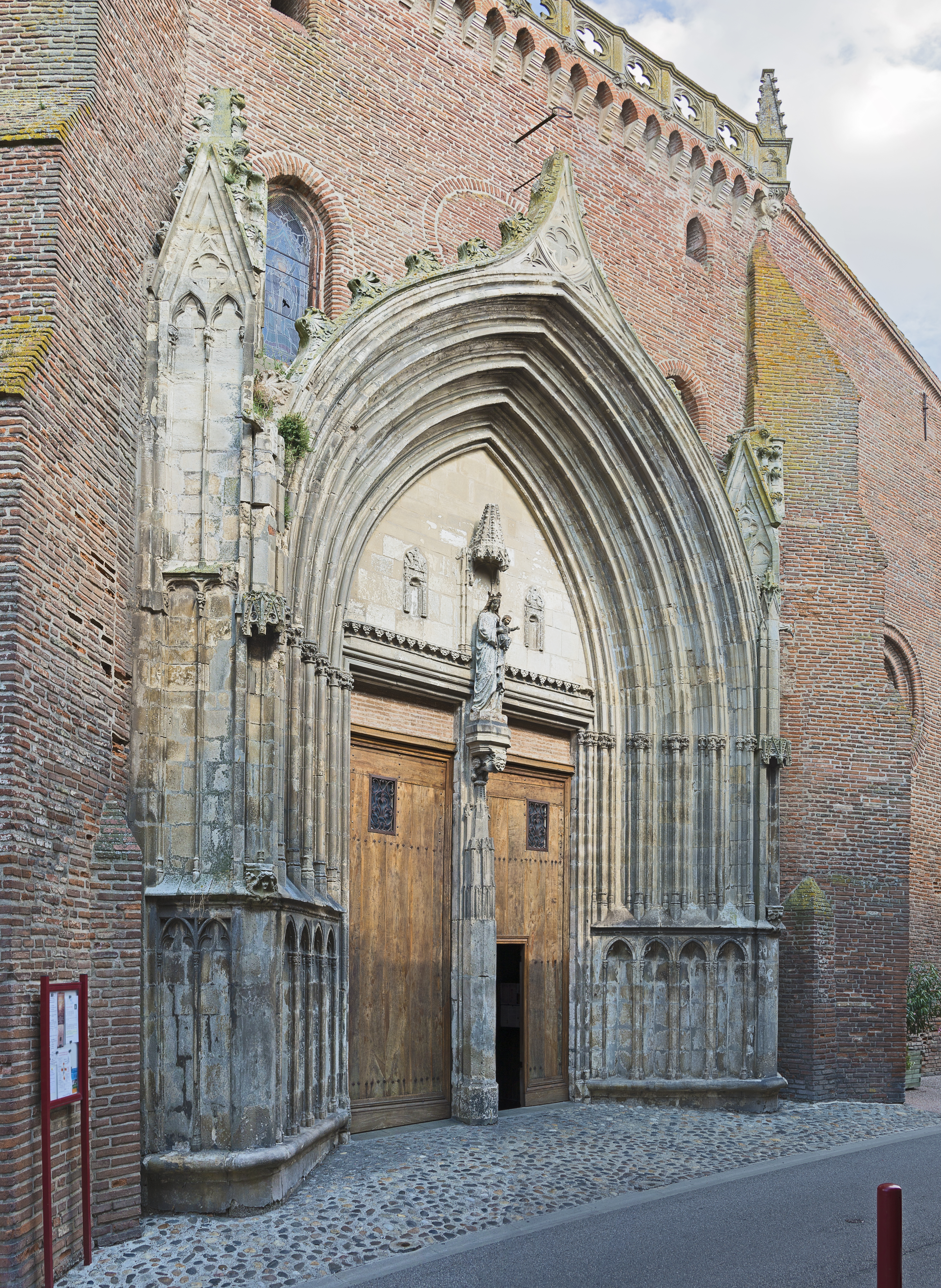
Portal de la iglesia
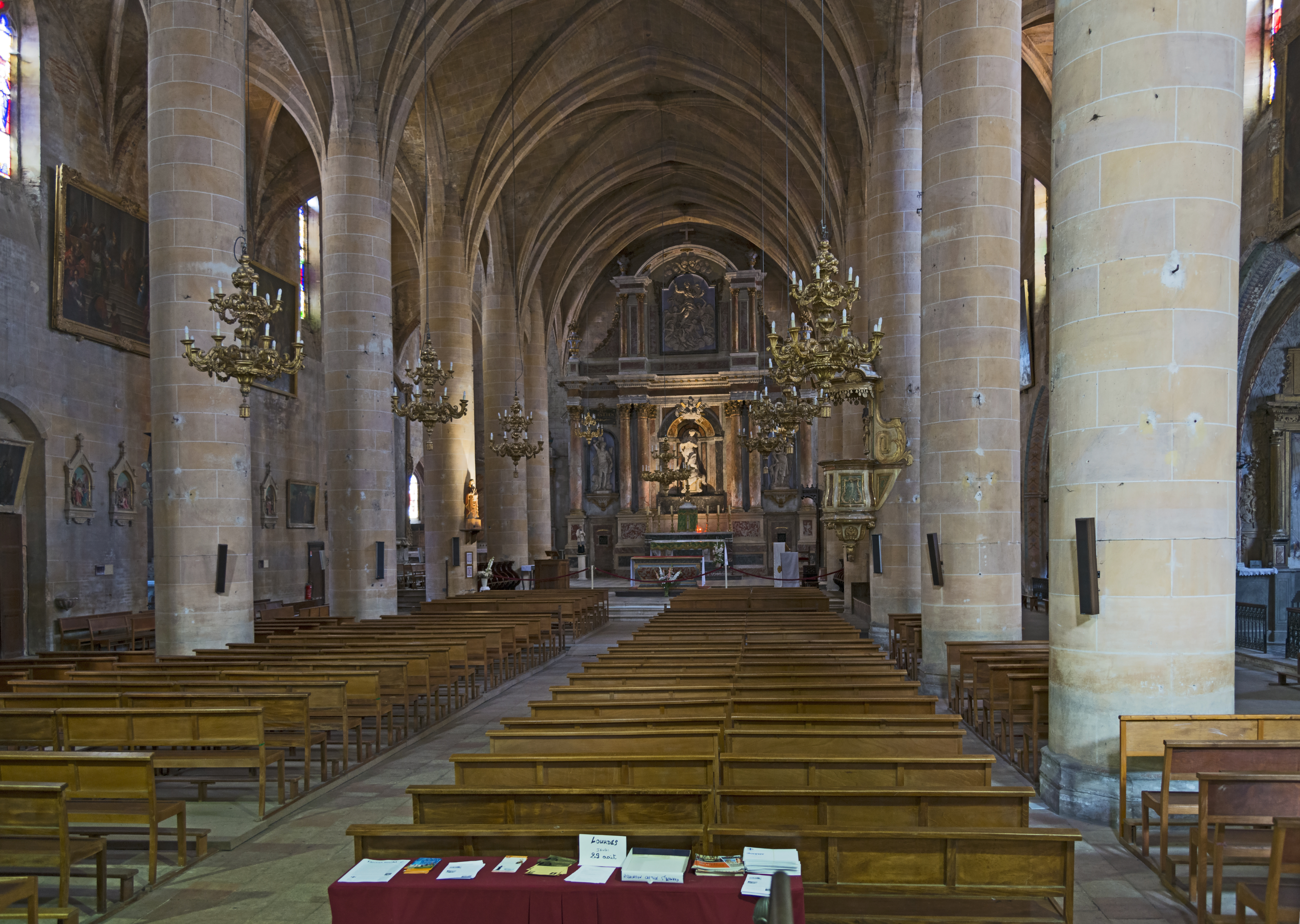
Interior de la iglesia
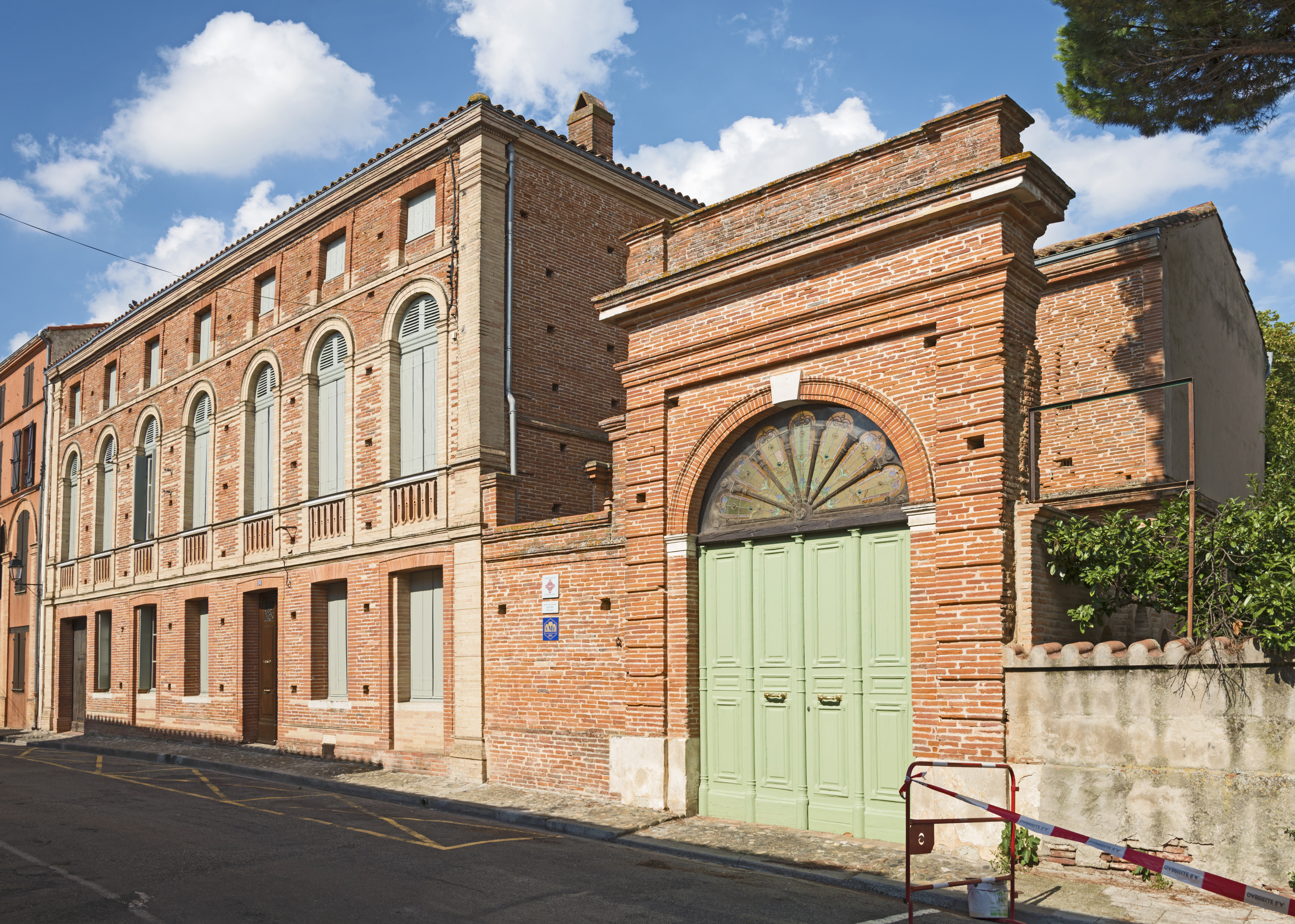
Antiguo Convento des Ursulines